# Rottenburg an der Laaber
Rottenburg an der Laaber é uma cidade da Alemanha, localizada no distrito de Landshut, no estado de Baviera.